# Banditi a Orgosolo (saggio)
(Luigi Lombardi Satriani, prefazione di Banditi a Orgosolo, 2002)
Banditi a Orgosolo è un saggio scritto da Franco Cagnetta e pubblicato nel 1975, in realtà è la prima edizione monografica in italiano del saggio apparso sulla rivista Nuovi Argomenti nel 1954 con il titolo "Inchiesta su Orgosolo".
Franco Cagnetta aveva svolto una sua prima campagna etnologica in Sardegna nel 1952 per studiare il fenomeno del banditismo, si era perciò recato ad Orgosolo dove, da subito, aveva stabilito buoni rapporti con gli abitanti del luogo, fra cui anche alcuni protagonisti di disamistadi. Il primo dei suoi scritti sull'argomento apparve sulla rivista Società con il titolo La Disamistade di Orgosolo. 
Sempre lo stesso anno, sulla rivista Nuovi Argomenti, pubblica un altro saggio, "La Barbagia" e le biografie di Samuele Stochino e di un pastore di Fonni.

## La pubblicazione dell'Inchiesta su Orgosolo
Nel 1954 alla pubblicazione dell'"Inchiesta su Orgosolo", in Italia esplose uno scandalo. Il ministro dell'Interno Mario Scelba denunciò all'autorità giudiziaria sia Cagnetta che i direttori della rivista, Alberto Moravia e Alberto Carocci per “reato di vilipendio delle forze armate” e “pubblicazione di notizie atte a turbare l'ordine pubblico” e ottenne il sequestro della rivista. La questione tuttavia arrivò in Parlamento, vi fu un'accesa discussione alla quale partecipò anche il socialista Pietro Nenni; Mario Berlinguer difese decisamente il diritto d'indagine della stampa ed infine il 16 marzo 1955 il giudice istruttore decise l'archiviazione.
Questi gravi avvenimenti ebbero una vasta eco nella stampa nazionale (Corriere della Sera, La Stampa, Avanti!, Il Contemporaneo, Paese Sera) ed internazionale (The Times, Le Figaro), dove vennero pubblicati degli estratti dell'"inchiesta".

## Le pubblicazioni diBandits d'Orgosolo
Nel 1961, a seguito della premiazione alla Biennale di Venezia del film Banditi a Orgosolo di Vittorio De Seta, l'eco divenne ancora più vasta. Nel 1963 il testo dell'inchiesta fu pubblicato integralmente in Francia con il titolo Bandits d'Orgosolo, con prefazione di Alberto Moravia e fotografie di Pablo Volta e Plinio De Martiis. Nel 1964 il testo fu tradotto in tedesco con il titolo Die banditen von Orgosolo. Il libro fu pubblicato in Italia nel 1975 con il titolo attuale.

## La struttura dell'inchiesta
Strutturata in tre parti: nella prima (Orgosolo antica) sono descritti gli aspetti caratterizzanti di un tipo di vita di una antica e superstite civiltà, che rivela un mondo a sé. La seconda parte tratta dei rapporti tra Orgosolo e lo Stato, o meglio lo storico rapporto di guerra perpetua tra gli autoctoni e gli Stati o popoli invasori che non riuscendo ad integrarlo nel loro sistema ne avevano tentato la conquista con la sola forza militare ponendolo in costante assedio poliziesco. Estendendo questi metodi anche all'ultimo dopoguerra in cui, denunciava Cagnetta, lo Stato italiano aveva ripreso a fare con tipici metodi di guerra coloniale, di sistematica repressione poliziesca, con la conseguenza di creare presso la popolazione una totale sfiducia nei confronti dello Stato, che genera il banditismo, come metodo di ribellione per sfuggire all'ingiustizia dello Stato. Nella terza parte viene analizzata la Orgosolo moderna, un paese antichissimo immerso nella storia contemporanea. Una storia presente che Cagnetta presenta come situazione coloniale due volte aggravata in quanto al colonialismo militare si aggiungeva un'oppressione imperialista.

## Edizioni
- Inchiesta su Orgosolo, Nuovi Argomenti, n. 10, 1954, pp- 212-239[10]
- (FR)  Bandits d'Orgosolo, ed. Buchet/Chastel, Parigi, 1963 con prefazione di Alberto Moravia
- (DE)  Die banditen von Orgosolo, ed. Econ-Verlag Düsseldorf-Vienna, 1964
- Banditi a Orgosolo, Guaraldi, Rimini-Firenze, 1975
- Banditi a Orgosolo, Ilisso Edizioni, Nuoro, 2002 con prefazione di Luigi Lombardi Satriani